# Shahbanou

Escudo de Armas de la Shahbanou de Irán

Shahbanou (en persa: شهبانو‎, Šahbānū) es un título de la monarquía iraní que significa 'esposa del sah' en lengua persa. Normalmente, hay confusiones de dicha denominación con la de emperatriz en sus traducciones a lenguas europeas, pero el verdadero significado persa del título no tiene las connotaciones de gobierno o poder que tiene en sus distintas traducciones. El título fue recuperado por Mohammad Reza Pahlevi para conferirlo a su tercera esposa, Farah Diba, en 1967, justo antes de su coronación. 
Farah Diba fue la primera "shahbanou" coronada en Irán desde la invasión árabe en el siglo VII. Las dos emperatrices sasánidas Purandojt y Azarmidojt, en el año 630 d. C., fueron las dos últimas portadoras del título.   
El título sasánida de "shahbanou" era "bâmbişnân bâmbişn", cuya traducción es la de reina de reinas[cita requerida] y lo empleaba la esposa principal del sah para distinguirla de las demás esposas del monarca. 
Hoy día, Farah Pahlaví sigue recibiendo este tratamiento en el extranjero, pero la Revolución Islámica de 1979 suprimió el uso del título en Irán. 
Siguiendo las reglas en vigor previas a la revolución, Yasmine Pahlavi, princesa heredera de Irán, ostentaría hoy día este título.